# Coussane
La Coussane ou Coussanne est un ruisseau français qui coule dans le département de l'Aveyron, en ancienne région Midi-Pyrénées, donc en nouvelle région Occitanie. C'est un affluent droit du Lot, donc un sous-affluent de la Garonne.

## Géographie

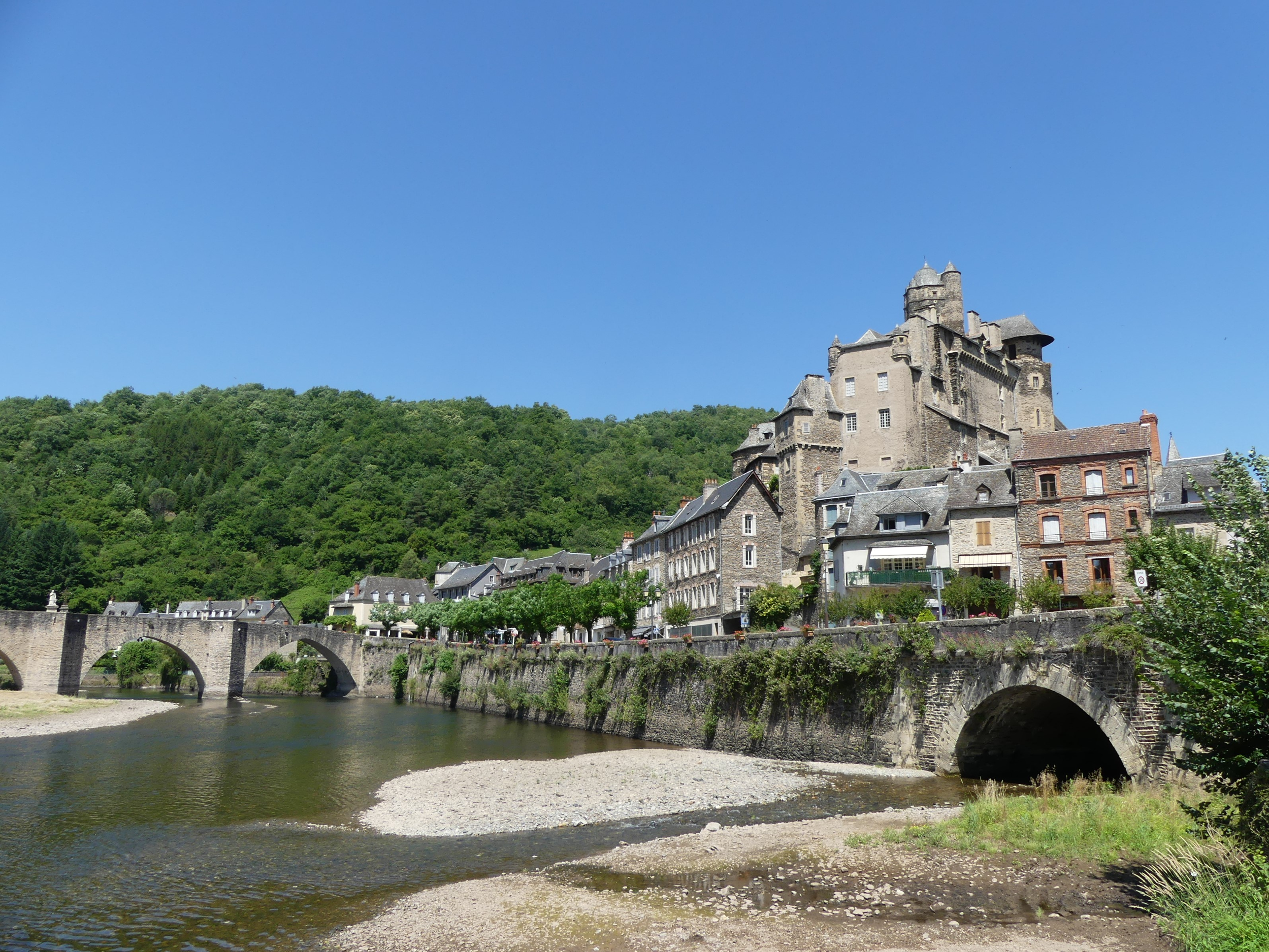
À Estaing, le confluent de la Coussane, venant de la droite, et du Lot.

Selon le SANDRE, la Coussane est un seul cours d'eau qui porte en amont les noms de ruisseau de la Barlaque et ruisseau de Pasquiès.
Le ruisseau de la Barlaque prend sa source vers 900 mètres d'altitude dans le nord du département de l'Aveyron, au sud du bourg de Montpeyroux. Il passe sous la route départementale (RD) 70 et, après avoir reçu sur sa droite le ruisseau de Versapuech, il prend le nom de ruisseau de Pasquiès et entre dans des gorges, profondes parfois de plus de deux cents mètres. Plus en aval, le cours d'eau prend le nom de Coussane. Elle longe les villages de Cabrespines et du Monastère sur la commune de Coubisou. Elle se jette dans le Lot à l'entrée sud-est du village d'Estaing, à 307 mètres d'altitude, juste après être passée sous la RD 920.
Dès sa naissance, le ruisseau se dirige vers le sud-ouest, le long des pentes du plateau de l'Aubrac, et maintient cette direction tout au long de son parcours. Ce cours d'eau prend des allures de torrent lors de sa descente des contreforts de l'Aubrac, le dénivelé total avoisinant les 600 mètres.
L'ensemble ruisseau de la Barlaque-ruisseau de Pasquiès-Coussane est long de 23,1 kilomètres.

### Communes et département traversés
Dans le département de l'Aveyron, la Coussane arrose trois communes : elle prend sa source à Montpeyroux, traverse Coubisou, avant de se jeter dans le Lot au niveau d'Estaing.

### Bassin versant
Son bassin versant s'étend sur 67 km2. Il est constitué à 50,98 % de « territoires agricoles », à 47,73 % de « forêts et milieux semi-naturels », et à 0,32 % de « territoires artificialisés ». Outre les trois communes baignées par la Coussane, il concerne également les communes du Cayrol et du Nayrac,.

### Organisme gestionnaire
L'organisme gestionnaire est l'EPTB « Entente interdépartementale du bassin du Lot ».

## Affluents
Le SANDRE répertorie dix-sept affluents à la Coussane, dont onze portent un nom. Trois d'entre eux dépassent les cinq kilomètres de longueur :
- le ruisseau d'Agols (rg[note 1]), 7,9 km[4] avec deux affluents, dont :
  - le ruisseau de Bélous (rg), 2 km sur les trois communes de Coubisou, Montpeyroux et Le Cayrol[7] ;
- le Rébinsou (rd), 7,2 km[5] avec deux affluents ;
- le ruisseau de Liacouze (rd), 8,5 km[6] avec un affluent ;

et deux autres mesurent plus de deux kilomètres :
- le ruisseau de Versapuech : 2,5 km[8] ;
- le ravin de Carcassonne (rd), 2,1 km[9].

Donc, le rang de Strahler de la Coussane est de trois.

## Hydrologie

### La Coussane à Coubisou
Le débit de la Coussane a été observé durant une période de douze ans (1961-1972), à la station hydrologique de Cabrespine, à 385 m d'altitude  , sur la commune de Coubisou, dans le département de l'Aveyron. La surface ainsi étudiée est de 41 km2, soit 61 % du bassin versant du cours d'eau, car la Coussane n'a pas encore reçu l'apport de deux de ses principaux affluents, le Rébinsou et le ruisseau de Liacouze.
Sur cette période, le module de la Cousane à Coubisou était de 0,951 m3/s.
La Coussane présente des fluctuations saisonnières de débit assez marquées, comme très souvent dans la partie méridionale du Massif central. Les hautes eaux surviennent en hiver et au début du printemps, et se caractérisent par des débits mensuels moyens allant de 1,34 à 1,78 m3/s, de décembre à avril inclus (avec un maximum en janvier). À partir du mois d'avril, le débit baisse progressivement jusqu'aux basses eaux d'été qui ont lieu de juillet à octobre inclus, entraînant une baisse du débit mensuel moyen allant jusqu'au plancher de 0,240 m3/s au mois d'août, ce qui reste assez consistant pour un aussi petit cours d'eau. Mais ces moyennes mensuelles cachent des fluctuations plus prononcées sur de plus courtes périodes ou selon les années.

### Étiage ou basses eaux
Aux étiages, le QMNA5 peut chuter jusque 0,049 m3/s (49 litres/s), en cas de période quinquennale sèche.

### Crues
Les crues peuvent être importantes, compte tenu de l'extrême exiguïté du bassin versant. La série des QIX n'a pas été calculée, mais la série des QJX l'a été. Les QJX 2 et QJX 5 valent respectivement 9,1 et 13 m3/s. Le QJX 10 est de 15 m3/s, le QJX 20 de 18 m3/s, tandis que le QJX 50 n'a pas été calculé faute de durée d'observation suffisante.
Le débit journalier maximal enregistré à Coubisou durant cette période de douze ans, a été de 18 m3/s le 24 décembre 1968. En comparant cette valeur à l'échelle des QJX de la rivière, on constate que cette crue était d'ordre vicennal, et donc destinée à se répéter en moyenne tous les vingt ans environ.

### Lame d'eau et débit spécifique
La Coussane est un cours d'eau très abondant. La lame d'eau écoulée dans son bassin versant est de 735 millimètres annuellement, ce qui est plus de deux fois supérieur à la moyenne d'ensemble de la France (plus ou moins 320 millimètres/an) ainsi qu'à la moyenne du bassin de la Garonne (384 millimètres/an). C'est aussi largement supérieur à la moyenne du bassin du Lot (446 millimètres/an). Le débit spécifique (ou Qsp) atteint 23,2 litres par seconde et par kilomètre carré de bassin.

## Aménagements et écologie
Sur son cours se rencontrent les lieux-dits le Moulinet, le château de Cabrespines sur la rive droite, le village du Monastère sur la rive gauche, et le château d'Estaing en rive droite, juste avant la confluence avec le Lot.

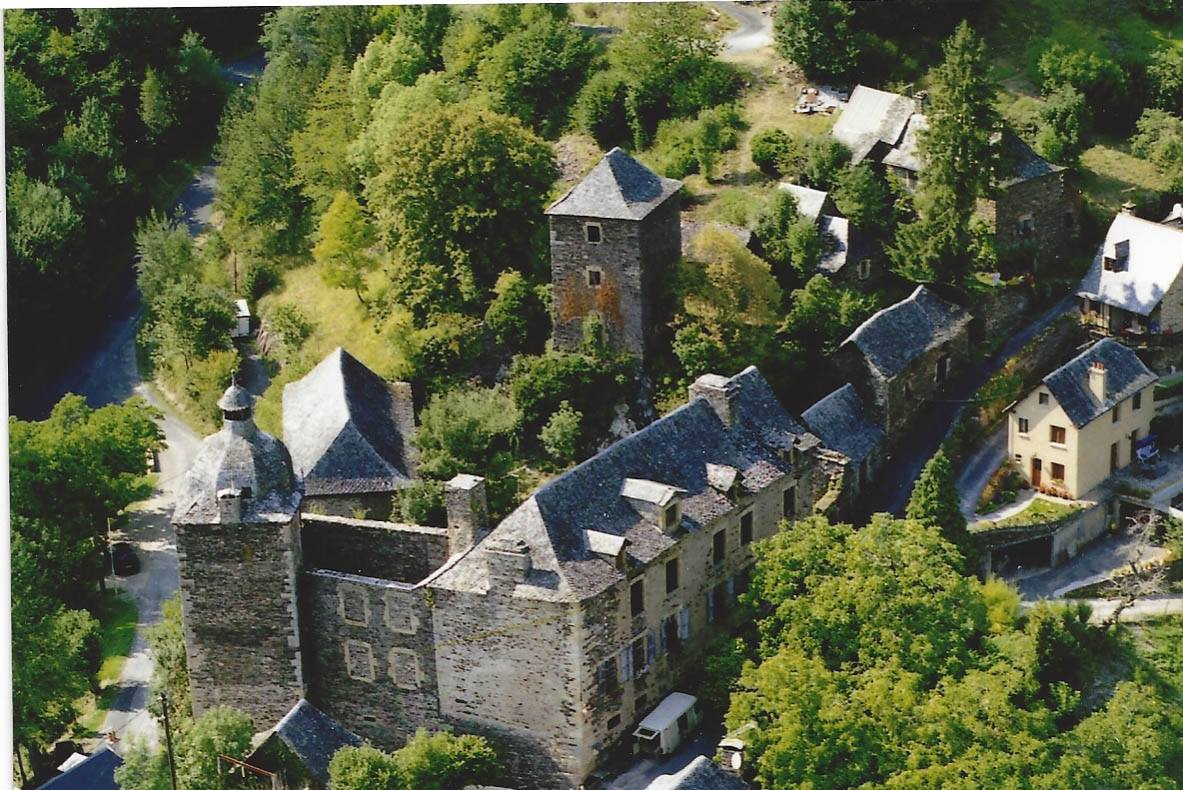
Le château de Cabrespines à Coubisou.
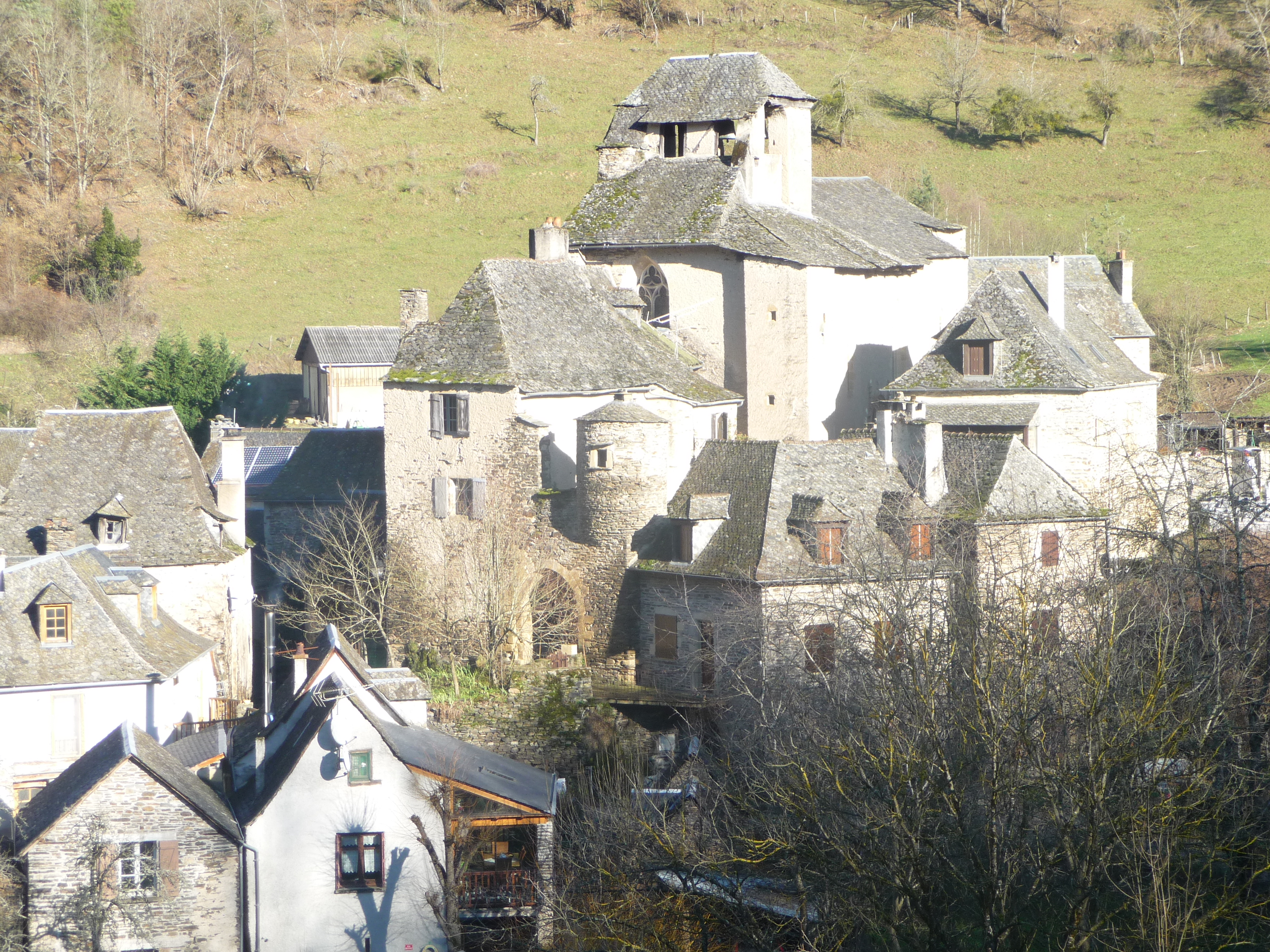
Le Monastère à Coubisou.
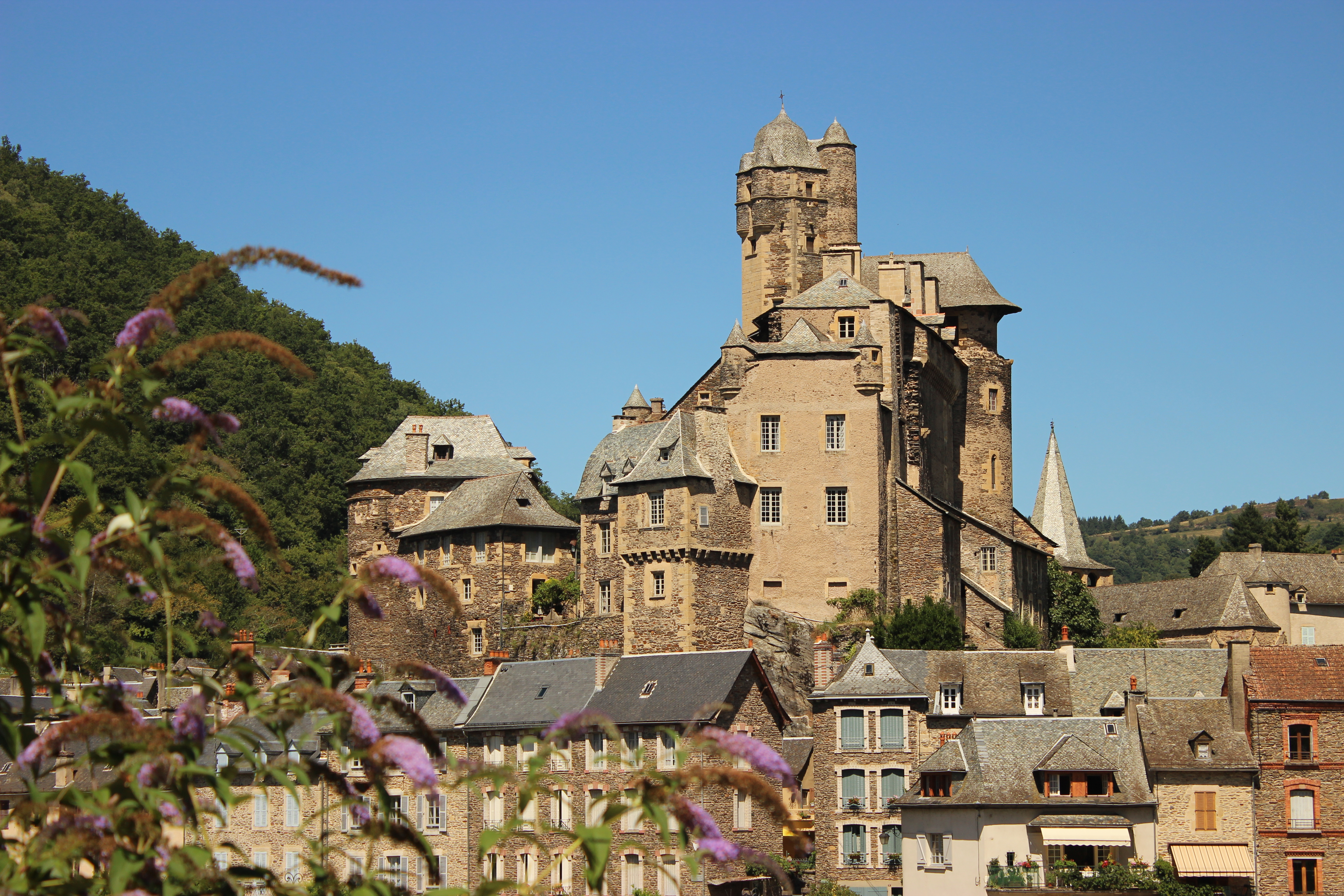
Le château d'Estaing à Estaing.

## Galerie

"La
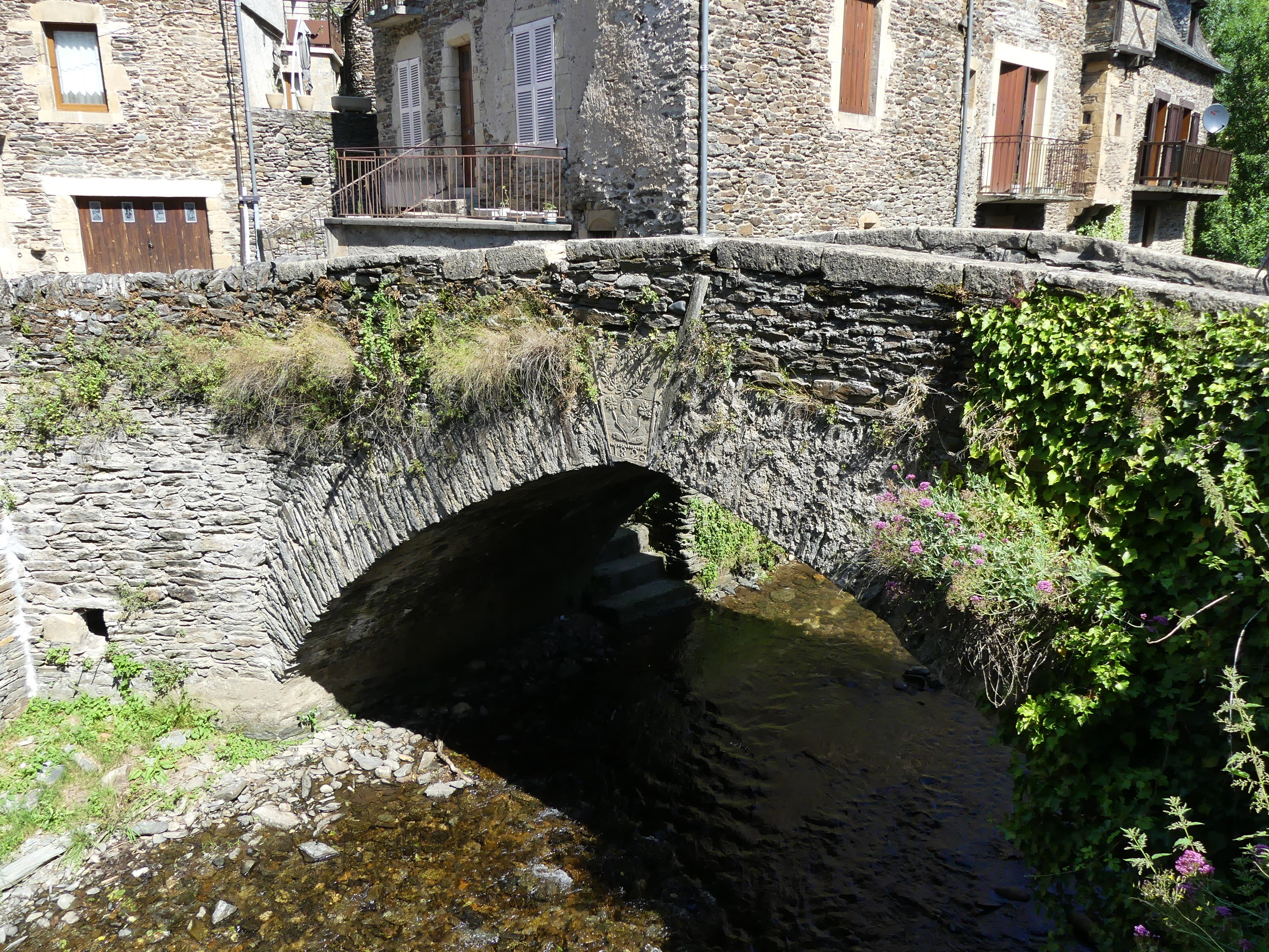
La Coussane à Estaing, au niveau du vieux pont
- Le vieux pont sur la Coussane.
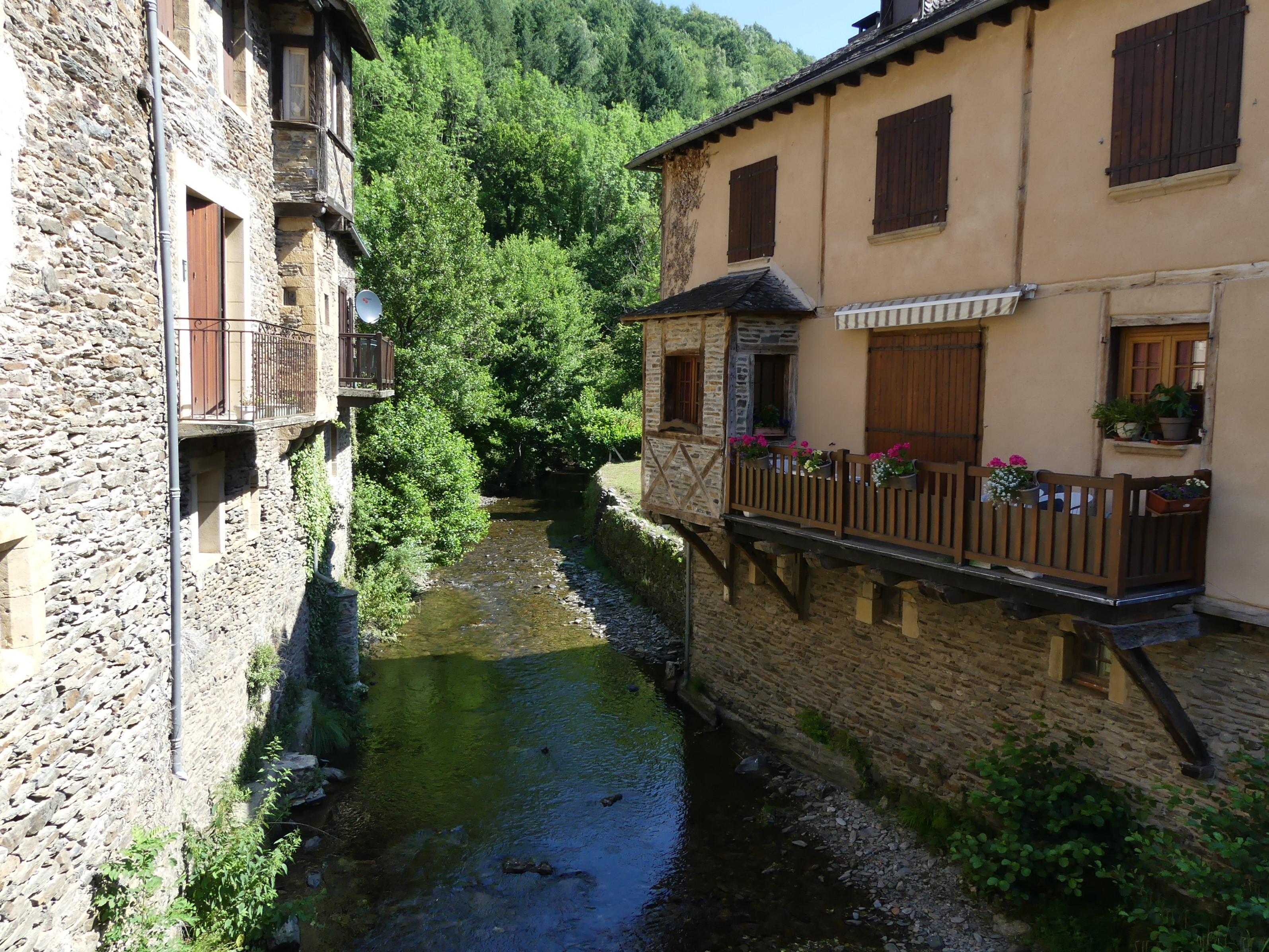
Vue vers l'amont.
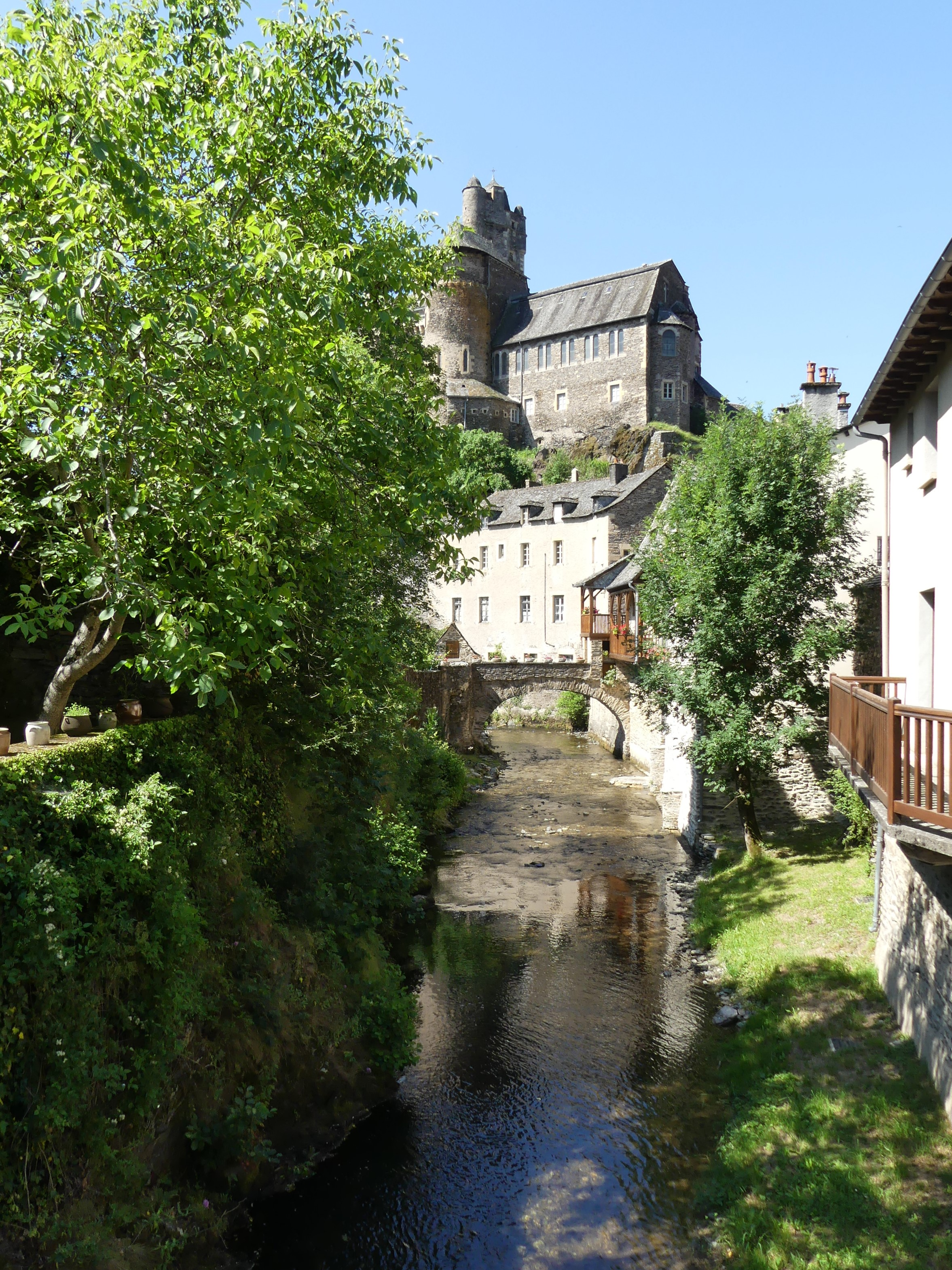
Vue vers l'aval.